# Erol Bilgin
Erol Bilgin (ur. 20 lutego 1987 w Kütahya) – turecki sztangista, brązowy medalista mistrzostw świata oraz wielokrotny medalista mistrzostw Europy.

## Kariera
Pierwszy sukces osiągnął w 2005 roku, kiedy na mistrzostwach Europy w Sofii zdobył srebrny medal w wadze koguciej (do 56 kg). W zawodach tych rozdzielił na podium rodaka Sedata Artuça oraz Witalija Dzierbianiou z Białorusi. Od 2007 roku startuje w wadze piórkowej (do 62 kg). Zdobył wtedy brązowy medal na mistrzostwach Europy w Strasburgu, a podczas mistrzostw Europy w Lignano zajął drugie miejsce. Następnie zwyciężał na mistrzostwach Europy w Bukareszcie w 2009 roku i rozgrywanych rok później mistrzostwach Europy w Mińsku. W 2010 roku zdobył też brązowy medal na mistrzostwach świata w Antalyi, gdzie wyprzedzili go jedynie Kim Un-guk z Korei Północnej oraz Chińczyk Zhang Jie. W 2012 roku wystartował na igrzyskach olimpijskich w Londynie, kończąc rywalizację w wadze piórkowej na ósmej pozycji. W 2020 roku wynik Bilgina z Londynu został anulowany po wykryciu dopingu w jego organizmie.